# Peneothello cryptoleuca
A Peneothello cryptoleuca a madarak osztályának verébalakúak (Passeriformes) rendjéhez és a cinegelégykapó-félék (Muscicapidae) családjához tartozó tartozó faj.

## Rendszerezése
A fajt Ernst Hartert német ornitológus írta le 1930-ban, a Poecilodryas nembe Poecilodryas cryptoleucus néven. Használták a Peneothello cryptoleucus nevet is.

## Alfajai
- Peneothello cryptoleuca albidior (Rothschild, 1931)
- Peneothello cryptoleuca cryptoleuca (Hartert, 1930)
- Peneothello cryptoleuca maxima Diamond, 1985[2]

## Előfordulása
Új-Guinea szigetén nyugati részén, Indonézia területén honos. Természetes élőhelyei a szubtrópusi és trópusi hegyi esőerdők és cserjések. Állandó, nem vonuló faj.

## Megjelenése
Testhossza 14 centiméter, testtömege 18–20 gramm.

## Életmódja
Rovarokkal táplálkozik, melyet az erdők aljnövényzetében keresgél.

## Természetvédelmi helyzete
Az elterjedési területe kicsi, egyedszáma viszont stabil. A Természetvédelmi Világszövetség Vörös listáján nem fenyegetett fajként szerepel.